# Slaget ved Ezra Church
Slaget ved Ezra Church, også kendt som Slaget ved Fattighuset, blev udkæmpet den 28. juli 1864, i Fulton County i Georgia under den amerikanske borgerkrig. Slaget var en del af Atlanta-kampagnen, hvor generalmajor William T. Sherman's Army of the Tennessee kæmpede mod den konfødererede Army of Tennessee under kommando af generalløjtnant John Bell Hood som forsvarede den vigtige sydstatsby Atlanta.

## Slaget
Shermans strakte sig i et omvendt U omkring de nordlige forsvarsværker i Atlanta. Sherman besluttede at afskære jernbanen fra Macon, som var forsyningslinje for de konfødererede i Atlanta, og dermed tvinge den forsvarende hær til at trække sig tilbage uden at være blevet udsat for et frontalangreb. For at opnå dette mål sendte han sin østligste hær under generalmajor Oliver O. Howard nord og vestpå rundt om resten af Unionshærens linjer til den vestlige side af Atlanta, hvor jernbanen førtes ind i byen.
Hood havde forudset Shermans manøvre, og flyttet sine tropper hen for at modstå Unionshæren. Hood planlagde at opfange og fange dem ved et overraskelsesangreb. Selv om Hoods konfødererede tropper var i undertal i forhold til Unionshæren regnede han med at et overraskelsesangreb mod en isoleret styrke kunne lykkes.
Hærene mødtes om eftermiddagen den 28. juli ved et kapel, som kaldtes Ezra Church. Uheldigvis for Hood var det ikke nogen overraskelse for Howard, som havde forudset en sådan manøvre baseret på sit kendskab til Hood fra deres tid sammen på West Point. Hans tropper ventede allerede i deres skyttegrave, da Hood nåede frem. Den konfødererede hær angreb, men blev slået tilbage fra Unionshærens improviserede brystværn af bjælker og skinner. De konfødererede blev besejret, om end det lykkedes for dem at forhindre at Howard nåede frem til jernbanelinjen. De samlede tab blev på 3.562, hvoraf sydstaternes var 3.000 og Unionshæren havde 562. Blandt de sårede var general Alexander P. Stewart, som førte et korps under Hood.